# KeeSean Johnson
KeeSean Johnson (East Palo Alto, 9 ottobre 1996) è un giocatore di football americano statunitense che milita nel ruolo di wide receiver per gli Arizona Cardinals della National Football League (NFL).

## Carriera professionistica

### Arizona Cardinals
Johnson fu scelto nel corso del sesto giro (174º assoluto) del Draft NFL 2019 dagli Arizona Cardinals. Debuttò come professionista subentrando nel primo turno contro i Detroit Lions ricevendo 5 passaggi per 46 yard dal quarterback Kyler Murray. Il primo touchdown lo segnò nella gara del nono turno contro i San Francisco 49ers. La sua stagione da rookie si chiuse con 21 ricezioni per 187 yard in 10 presenze, 4 delle quali come titolare.